# Oberes Tor (Abenberg)

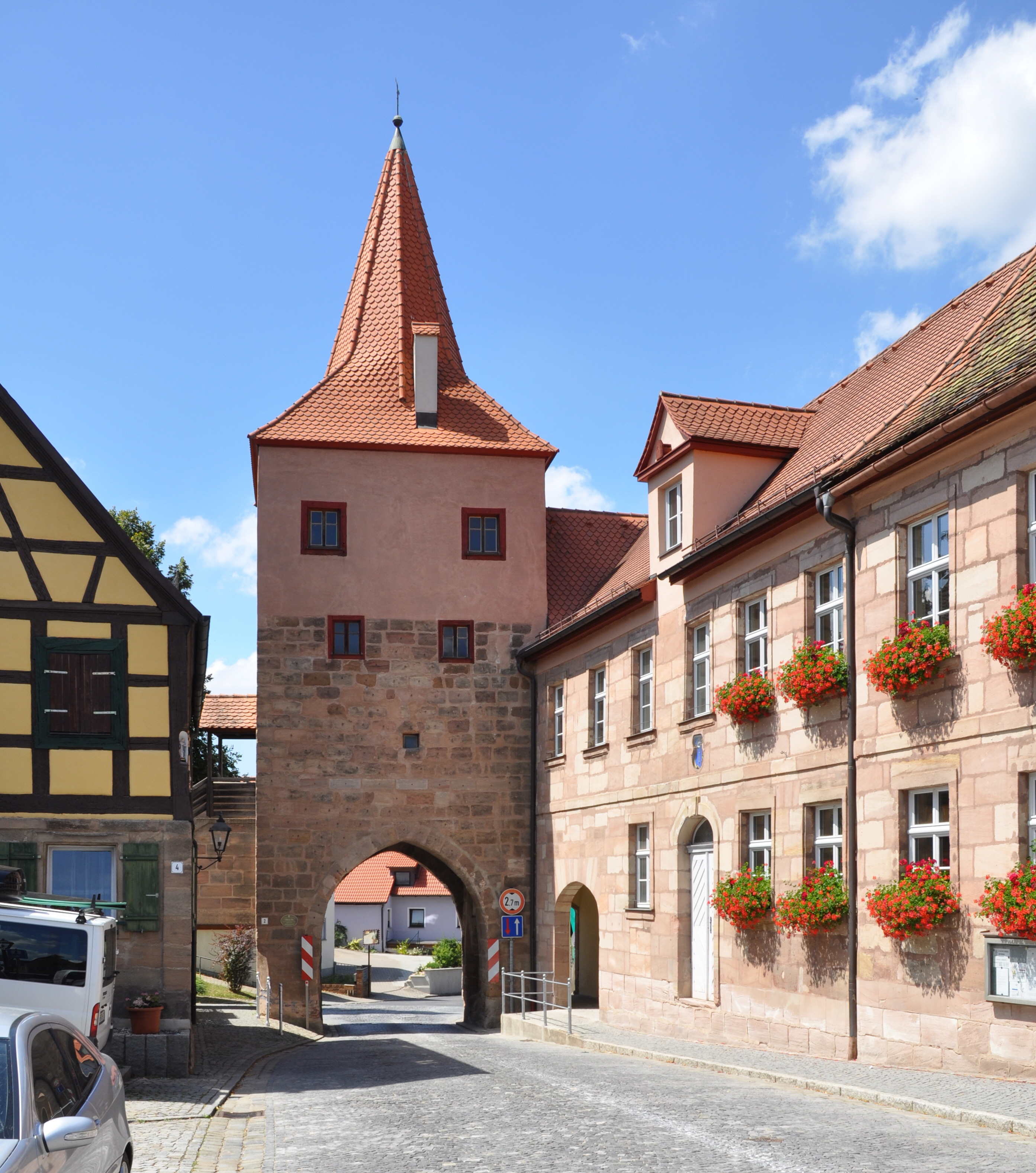
Oberes Tor in Abenberg, Stadtseite

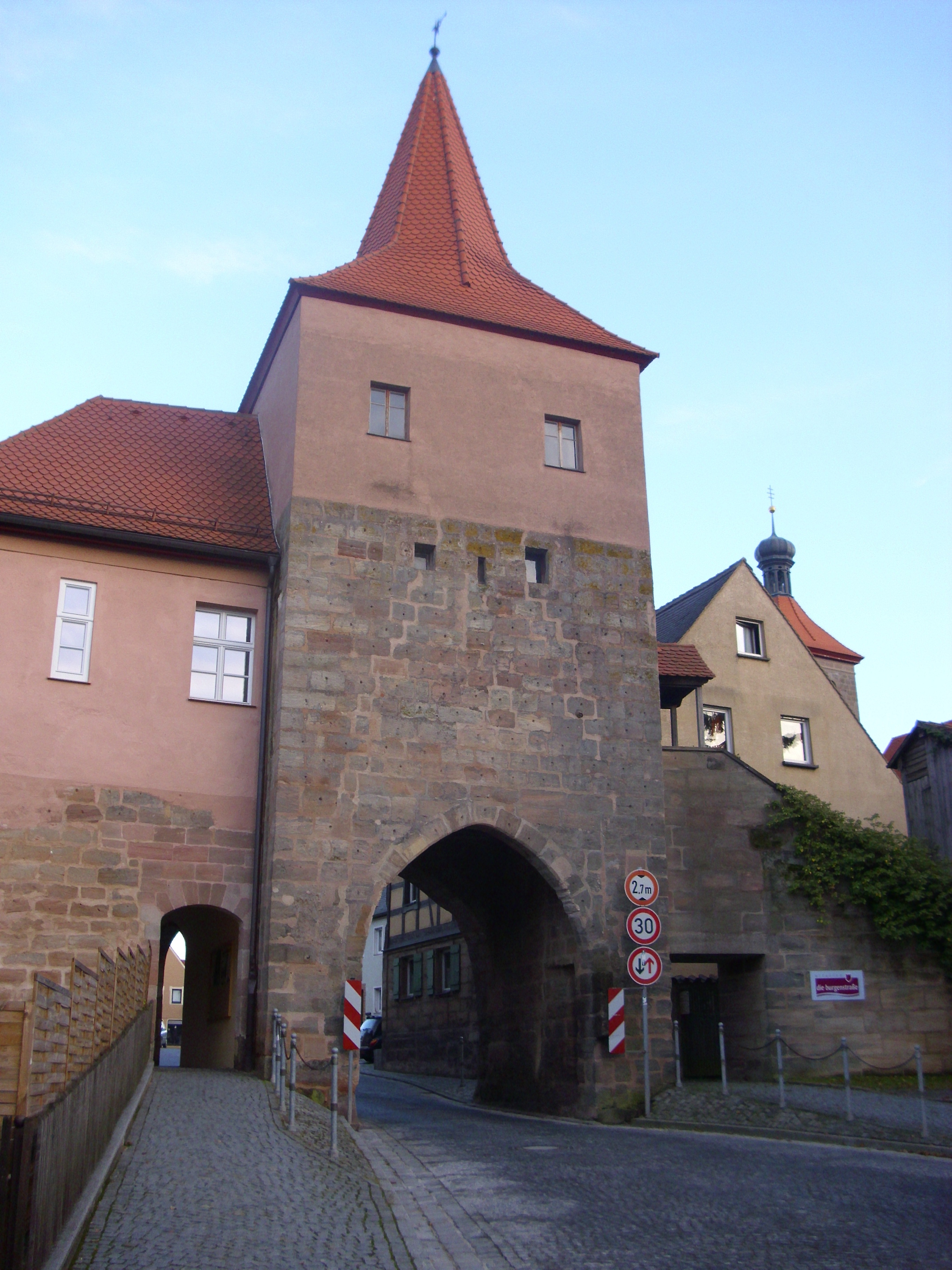
Oberes Tor, Feldseite

Das Obere Tor ist ein um 1300 errichteter Torturm in Abenberg, einer Stadt im mittelfränkischen Landkreis Roth in Bayern.

## Beschreibung
Das geschützte Baudenkmal ist das westliche Stadttor der ehemaligen Stadtbefestigung von Abenberg, die unter Bischof Konrad II. (1297–1305) errichtet wurde. Der hohe dreigeschossige Sandsteinquaderbau besitzt eine spitzbogige Durchfahrt und wird von einem Spitzhelm bekrönt.